# Molannodes dubius
Molannodes dubius is een fossiele soort schietmot uit de familie Molannidae.